# Lingua unserdeutsch
La lingua unserdeutsch (nostro tedesco) o creolo tedesco di Rabaul, è una lingua creola basata sul tedesco parlata in Papua Nuova Guinea e nel nord-est dell'Australia.

## Distribuzione geografica
L'unserdeutsch oggi è la lingua madre di circa 100 persone, per la maggior parte concentrate in Australia (soprattutto a Brisbane, Sydney e nel Queensland sudorientale) e in Papua Nuova Guinea, a Rabaul, Kokopo, Lae o Port Moresby.
Oggigiorno la maggior parte delle persone che parlano l'unserdeutsch sono bilingui e parlano come seconda lingua il tedesco, l'inglese o il tok pisin.

## Storia
L'origine dell'userdeutsch è da ricercarsi nel contesto storico e geografico della Papua Nuova Guinea. Dal primo sbarco dei portoghesi e degli spagnoli nel XVI secolo alla fondazione della prima colonia britannica, il Nuovo Galles del Sud, nel XVIII secolo, gli incontri tra gli europei e la popolazione locale furono relativamente rari e senza alcuno scambio di lingue e costumi. Questa pacifica convivenza con le popolazioni native durò fino al 1793, quando Paesi Bassi, Regno Unito, l'allora Regno di Prussia (attuale Germania) e Australia si divisero l'isola di Nuova Guinea in zone di influenza.
La colonizzazione prussiana interessò la parte nordorientale dell'isola e fu inizialmente prerogativa del banchiere Adolph von Hansemann e della da lui fondata Compagnia della Nuova Guinea (Neuguinea-Kompanie), per stabilire i primi insediamenti e piantagioni. Durante l'iniziale breve permanenza della Compagnia della Nuova Guinea tra il 1844 e il 1899, la penisola crebbe in modo esponenziale. Questo primo esperimento coloniale durò solo fino a fine Ottocento, quando fu chiaro che le colonie non ottenevano più grandi profitti economici iniziali a causa dell'aumento della concorrenza e delle frequenti epidemie. I missionari luterani furono gli unici e restare, insieme ai coloni della vicina penisola di Gazelle nella parte settentrionale dell'arcipelago di Bismarck, il cui commercio di cocco, copra e perle continuò a crescere esponenzialmente.
Dopo il fallimento della Compagnia della Nuova Guinea, il governo prussiano si convinse della necessità di ristabilire il controllo diretto sull'isola. Nonostante le prime scoperte di oro nella vicina e competitiva Nuova Guinea britannica, l'attività di maggior successo economico dell'isola dopo il 1899 iniziò proprio nella Nuova Guinea prussiana, stavolta non controllata da una società privata, bensì direttamente dal governo.
Sul piano linguistico, una molteplice varietà di lingue e dialetti erano già presenti sull'isola, preesistenti alla colonizzazione prussiana. Il governo prussiano si dedicò maggiormente allo sfruttamento e all'arricchimento della colonia, evitando di prediligere o sostenere una lingua ufficiale. Questo approccio favorì a rendere il tok pisin di matrice inglese la lingua più diffusa dall'arcipelago di Bismarck fino alla terraferma. Una prima svolta si ebbe con il Governatore Albert Hahl, che dal 1900 al 1914 decise di sradicare le lingue pidgin derivanti dall'inglese, come il tok pisin, a favore del tedesco. La crescente importanza della lingua tedesca e l'educazione scolastica organizzata dai missionari giocarono un ruolo fondamentale nella formazione e diffusione di quello che sarebbe poi diventato noto come lingua unserdeutsch.
Già nel 1897 i Missionarii Sacratissimi Cordis fondarono un istituto a Vunapope, oggi parte della città di Kokopo, nella parte nordorientale dell'isola. L'istituto comprendeva più di tre ettari di estensione, un terzo dei quali piantagioni di cocco, e fungeva anche da orfanotrofio, che ospitava per la maggior parte figli nati da coloni europei e donne locali. Particolarmente decisivo per la diffusione del tedesco come lingua franca fu la decisione di non permettere le visite dei genitori o alcun contatto con le lingue originali, almeno fino al 1903. Ben presto tutti i bambini svilupparono una propria lingua colloquiale, l'unserdeutsch, basata sul tedesco ma con caratteristiche proprie delle lingue locali a loro conosciute, tra cui il tok pisin o la lingua kuanua.
Al contrario delle lingue pidgin, sviluppate per pure necessità comunicative, l'unserdeutsch nasce più per esigenze di stampo sociale. Nonostante l'uso del tedesco standard fosse veementemente incoraggiato dagli insegnanti, l'isolamento e il desiderio di appartenenza dei bambini alla comunità collegiale contribuì alla fiorente e rapida diffusione dell'unserdeutsch. Un'ulteriore spiegazione viene attribuita alle frequenti tradizioni orali, nelle quali i bambini erano soliti raccontarsi storie mediante l'uso di libri illustrati e con parole e regole grammaticali tedesche, facendo sì che l'unserdeutsch diventasse la lingua di gruppo tra i bambini e nella vita di tutti i giorni.
A quel tempo, l'unserdeutsch non era ancora da considerarsi come lingua creola, in quanto non ancora nativizzato come lingua madre. Le severe misure razziste in materia di matrimoni misti impedivano alla maggior parte dei bambini di sposare sia nativi che europei, spingendoli ad unirsi ad altre persone di etnia mista. In questo frangente, l'unserdeutsch iniziò a diventare una vera e propria lingua familiare, che diventò successivamente lingua madre dei figli della prima generazione di parlanti. La creolizzazione dell'unserdeutsch si consolidò ulteriormente quando queste famiglie continuarono a lavorare per i missionari.
L'unserdeutsch continuò a svilupparsi e a restare la lingua dominante nell'istituto, nonostante l'inglese iniziò a stabilirsi come lingua franca nella regione. Fu solo con l'occupazione giapponese durante la Seconda Guerra Mondiale che l'unserdeutsch fu ufficialmente proibito per la prima volta nel 1942. Diventati ormai punti strategici e di rilevanza militare, Vunapope, Kokopo e Rabaul furono completamente distrutte dai bombardamenti americani.
Al concludersi della Seconda Guerra Mondiale, l'amministrazione australiana sull'isola riorganizzò l'istituto sulla base del sistema scolastico anglosassone, e il tedesco fu nuovamente vietato. L'unserdeutsch conservò il suo status di minoranza linguistica, ma divenne sempre meno comune, e fu ulteriormente penalizzato dall'intenso flusso migratorio della comunità papuana verso l'Australia.